# Orgyiodes capicolaria
Orgyiodes capicolaria là một loài bướm đêm trong họ Geometridae.